# Velika nagrada Sirakuz 1956
Velika nagrada Sirakuz 1956 je tretja neprvenstvena dirka Formule 1 v sezoni 1956. Odvijala se je 15. aprila 1956 na dirkališču Siracusa Circuit v Sirakuzah na Siciliji. 

## Prijavljeni
| Št | Dirkač                  | Moštvo                    | Dirkalnik        | Motor    |
| -- | ----------------------- | ------------------------- | ---------------- | -------- |
| 2  | Gerino Gerini           | Scuderia Guastalla        | Maserati 250F    | Maserati |
| 4  | Juan Manuel Fangio      | Scuderia Ferrari          | Lancia D50       | Lancia   |
| 6  | Horace Gould            | Gould's Garage            | Maserati 250F    | Maserati |
| 8  | Giorgio Scarlatti       | Giorgio Scarlatti         | Ferrari 500      | Ferrari  |
| 10 | Piero Scotti            | Connaught Engineering     | Connaught Type B | Alta     |
| 12 | Luigi Villoresi         | Scuderia Centro Sud       | Maserati 250F    | Maserati |
| 14 | Luigi Piotti            | Luigi Piotti              | Maserati 250F    | Maserati |
| 16 | Eugenio Castellotti     | Scuderia Ferrari          | Lancia D50       | Lancia   |
| 18 | Berardo Taraschi        | Berardo Taraschi          | Ferrari 166      | Ferrari  |
| 20 | Hernando da Silva Ramos | Equipe Gordini            | Gordini Type 16  | Gordini  |
| 22 | Desmond Titterington    | Connaught Engineering     | Connaught Type B | Alta     |
| 24 | Robert Manzon           | Equipe Gordini            | Gordini Type 16  | Gordini  |
| 26 | Luigi Musso             | Scuderia Ferrari          | Lancia D50       | Lancia   |
| 28 | Peter Collins           | Scuderia Ferrari          | Lancia D50       | Lancia   |
| 30 | Jean Behra              | Officine Alfieri Maserati | Maserati 250F    | Maserati |

## Rezultati

### Kvalifikacije
| Poz | Št | Dirkač                  | Konstruktor    | Čas    | Zaostanek |
| --- | -- | ----------------------- | -------------- | ------ | --------- |
| 1   | 4  | Juan Manuel Fangio      | Ferrari        | 1:58,0 | –         |
| 2   | 16 | Eugenio Castellotti     | Ferrari        | 1:58,9 | +0,9      |
| 3   | 30 | Jean Behra              | Maserati       | 1:59,6 | +1,6      |
| 4   | 26 | Luigi Musso             | Ferrari        | 2:00,3 | +2,3      |
| 5   | 12 | Luigi Villoresi         | Maserati       | 2:01,5 | +3,5      |
| 6   | 28 | Peter Collins           | Ferrari        | 2:02,1 | +4,1      |
| 7   | 24 | Robert Manzon           | Gordini        | 2:05,1 | +7,1      |
| 8   | 22 | Desmond Titterington    | Connaught-Alta | 2:06,6 | +8,6      |
| 9   | 14 | Luigi Piotti            | Maserati       | 2:07,1 | +9,1      |
| 10  | 6  | Horace Gould            | Maserati       | 2:09,1 | +11,1     |
| 11  | 2  | Gerino Gerini           | Maserati       | 2:10,5 | +12,5     |
| 12  | 20 | Hernando da Silva Ramos | Gordini        | 2:11,8 | +13,8     |
| 13  | 8  | Giorgio Scarlatti       | Ferrari        | -      | -         |
| 14  | 18 | Berardo Taraschi        | Ferrari        | -      | -         |
| 15  | 10 | Piero Scotti            | Connaught-Alta | -      | -         |

### Dirka
| Poz | Št | Dirkač                  | Dirkalnik      | Krogi | Čas/Odstop | Št. m. |
| --- | -- | ----------------------- | -------------- | ----- | ---------- | ------ |
| 1   | 4  | Juan Manuel Fangio      | Ferrari        | 80    | 2:48:59,9  | 1      |
| 2   | 26 | Luigi Musso             | Ferrari        | 80    | +0,2 s     | 4      |
| 3   | 28 | Peter Collins           | Ferrari        | 80    | +0,5 s     | 6      |
| 4   | 12 | Luigi Villoresi         | Maserati       | 77    | +3 krogi   | 5      |
| 5   | 2  | Gerino Gerini           | Maserati       | 77    | +3 krogi   | 11     |
| 6   | 24 | Robert Manzon           | Gordini        | 76    | +4 krogi   | 7      |
| 7   | 24 | Luigi Piotti            | Maserati       | 74    | +6 krogov  | 9      |
| Ods | 20 | Hernando da Silva Ramos | Gordini        | 42    | Okvara     | 12     |
| Ods | 16 | Eugenio Castellotti     | Ferrari        | 40    | Trčenje    | 2      |
| Ods | 22 | Desmond Titterington    | Connaught-Alta | 23    | Vžig       | 8      |
| Ods | 10 | Piero Scotti            | Connaught-Alta | 21    | Menjalnik  | 15     |
| Ods | 18 | Berardo Taraschi        | Ferrari        | 20    | Okvara     | 14     |
| Ods | 8  | Giorgio Scarlatti       | Ferrari        | 20    | Okvara     | 13     |
| Ods | 6  | Horace Gould            | Maserati       | 2     | Pogon      | 10     |
| Ods | 30 | Jean Behra              | Maserati       | 1     | Mazanje    | 3      |